# Trychosis semirubra
Trychosis semirubra är en stekelart som beskrevs av Henry Keith Townes, Jr. 1944. Trychosis semirubra ingår i släktet Trychosis och familjen brokparasitsteklar. Inga underarter finns listade i Catalogue of Life.